# Колесников, Александр Дмитриевич

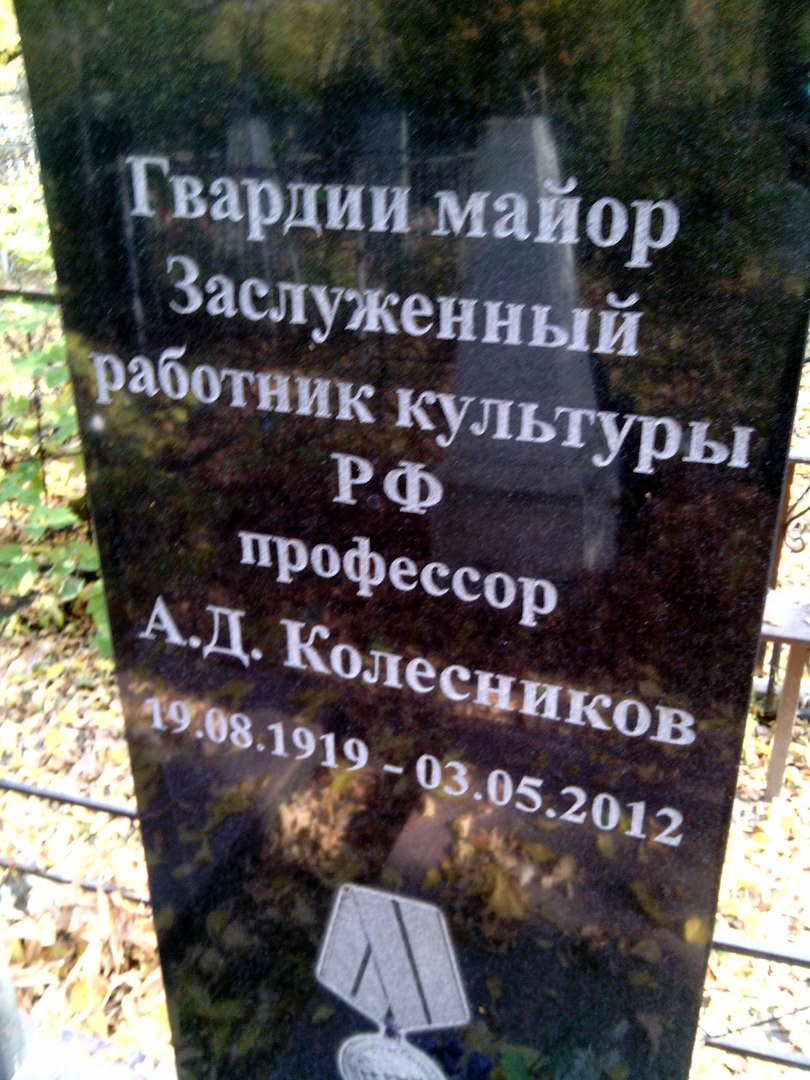

Алекса́ндр Дми́триевич Коле́сников (19 августа 1919, д. Афонькино Казанского района Тобольской губернии (ныне Тюменской области), Российская империя — 3 мая 2012, Омск, Россия) — советский и российский историк, краевед Прииртышья. Доктор исторических наук (1973), профессор (1976).

## Биография
Родился в семье крестьянина-бедняка. В 1936-39 годах учился на историческом факультете Уральского государственного университета. Участник советско-финской войны и Великой Отечественной войны, принимал участие в её крупнейших битвах — Сталинградской, Курской, битве за Днепр. Был четырежды ранен.
После демобилизации окончил с отличием исторический факультет Омского педагогического института (1949) и Высшую партийную школу при ЦК КПСС (1953). Работал секретарём Омского областного комитета ВЛКСМ, начальник Омского областного отдела культурно-просветительской работы (1953—1954), заместителем начальника Омского областного управления культуры (1954—1959).
С 1961 — на преподавательской работе. В 1961—1969 годах работал в Омском государственном политехническом институте, в 1970−1974 — в Омском государственном ветеринарном институте. В 1974—1980 годах — заведующий кафедрой истории СССР Омского государственного университета, принимал участие в его становлении. В 1967 году защитил кандидатскую диссертацию «Заселение и освоение Среднего Прииртышья в XVIII — первой пол. XIX в.», а в 1973 — докторскую диссертацию «Изменения в размещении и численном составе русского населения Западной Сибири в XVIII — начале XIX вв.».
В 1980—1983 годах — профессор, в 1983—1988 — заведующий кафедрой истории КПСС, а в 1989−2010 годах — профессор кафедры «Отечественная история» Сибирской государственной автомобильно-дорожной академии (СибАДИ).
В 1966—1998 годах — руководитель Омского областного отделения Всероссийского общества охраны памятников истории и культуры (ВООПИиК), в 1982—1990 годах — председатель Омского отдела Географического общества СССР . Был в составе авторского коллектива II тома «Истории Сибири» (1968). Член редакции многотомных трудов «Солдаты Победы» и «Книга памяти Омской области». Опубликовал св. 20 монографий, под его редакцией вышло ок. 300 работ, автор воспоминаний и исследований о Великой Отечественной войне. Автор и соавтор исследований о прииртышских городах и сёлах. Похоронен на Старо-Восточном кладбище г. Омска. Коллекционировал монеты и бумажные денежные знаки.

## Награды
Награждён орденами Отечественной войны I и II степени, Красной Звезды и «Знак Почёта», двумя медалями «За отвагу», медалями «За боевые заслуги», «За оборону Сталинграда» и другими. Заслуженный работник культуры Российской Федерации (1992). Лауреат премии им. М. В. Певцова.